# Virginie Lanoue
Pour les articles homonymes, voir Lanoue.
Virginie Lanoue (ou Lanoué) est une actrice française. Elle est également l'assistante de la créatrice de mode Isabel Marant.

## Filmographie

### Cinéma

#### Longs métrages
- 1998 : Cantique de la racaille de Vincent Ravalec : Marie-Pierre
- 2001 : Un ange de Miguel Courtois : Julie Lafond
- 2001 : Sexy Boys de Stéphane Kazandjian : Cécile
- 2006 : J'ai plein de projets

#### Court métrage
- 1999 : Les Pierres qui tombent du ciel

### Télévision

#### Séries télévisées
- 2004 : Navarro : (épisode 97)
- 2005-2008 : Merci, les enfants vont bien : Emma (Saisons 1,2,3)
- 2007 : Diane, femme flic : Florence (Saison 5 épisode 1)
- 2009 : R.I.S Police scientifique : Noémie (Saison 5 épisode 13)
- 2011 : Julie Lescaut - saison 20, épisode 5 : Pour solde de tous comptes de Thierry Petit : Maître Kertelec

#### Téléfilms
- 1999 : La Double Vie de Jeanne
- 1999 : Chasseurs d'écume
- 2004 : 3 femmes... un soir d'été
- 2005 : "la légende vraie de la Tour eiffel" interprète Jeanne